# 奉常
奉常（ほうじょう）は、古代中国の秦と漢の時代に置かれた官職である。宗廟と土地の祭祀や儀式・天文・医術・学問も管轄した。紀元前144年に太常と改称した。

## 官名と職務
常は礼典を意味し、それを奉じる官が奉常だとする説がある。『漢書』百官公卿表によれば、「宗廟の礼儀を掌る」。宗廟は君主の祖先を祀る施設である。

## 歴史

### 秦
『漢書』の「百官公卿表」が奉常を「秦官」と記す。史書に直接に秦の奉常に触れる箇所はないが、秦の時代からあったのだろう。

### 前漢
前漢では、高祖劉邦のときに太常が置かれ、恵帝が奉常と改めた。二年律令に奉常が見える。景帝が中6年（紀元前144年）にまた太常と改めた。中央ではこれ以後奉常に戻ることはなかった。秩石は二千石。
副官として丞（奉常丞）がついた。
また、太楽令、太祝令、太宰令、太史令、太卜令、太医令、雍太宰令、雍太祝令が、それぞれに丞（太楽丞、太祝丞など）とともに属した。雍は首都長安の近郊にあり、かつて秦の都があったところで、後述の五畤をはじめ祭祀の対象が多かった。均官長と均官丞、都水長と都水丞も属した。令と長では令のほうが格上だが、どちらもその職務の長官である。
複数ある皇帝の先祖を祀る施設には、廟、寝、園があり、令または長と丞が置かれた。その祭祀に供給する食膳を整えるために、食官令または食官長と食官丞も付属した。個々の官職の名は「孝文園令」（文帝をまつる園令）のように謚号を冠した場合と、「覇陵園令」（文帝が葬られた覇陵の園令）のように地名を冠した場合があった。陵に付属する県も、奉常に属した。また、五畤（五帝を祀る）のそれぞれに一人ずつ、五人の尉がいた。尉の正式名称はわからない。
多いときに数十人いた博士も、奉常の属官であった。
- 太楽令 - 太宰丞
- 太祝令 - 太祝丞
- 太宰令 - 太宰丞
- 太史令 - 太史丞
- 太卜令 - 太卜丞
- 太医令 - 太医丞
- 均官長 - 均官丞
- 都水長 - 都水丞
- 廟令または廟長 - 廟丞
- 寝令または寝長 - 寝丞
- 園令または園長 - 園丞
- 食官令または食官長 - 食官丞
- 雍太祝令 - 雍太祝丞
- 雍太宰令 - 雍太宰丞
- 五畤の尉
- 博士
- 陵県の県令または県長

### 魏
後漢末に実権を握った曹操は、建安21年（216年）漢の皇帝によって魏の王に封じられてから、奉常を置いた。漢の太常と別に曹操の先祖を祀る奉常を任命したのである。魏の宗廟は、これより前の建安18年（213年）、曹操が魏公のときに建てられていた。曹丕が禅譲されて魏の皇帝になると、太常に改称した。